# 환기재단
환기재단 보관됨 2021-06-09 - 웨이백 머신은 비영리 공익 재단법인(1989년 7월 13일,  문화체육관광부 소관의 재단법인)으로 김환기의 예술세계를 연구, 전시하고 국내외에서 활동하는 예술가들을 격려, 지원하는 데 목적을 두고 있다. 1974년 김환기가 작고한 후 미망인 김향안(金鄕岸, 1916~2004)에 의해 설립된 환기재단은 파리와 뉴욕에서 재단 활동을 모색하던 1970년대부터 ‘프리 환기 Prix Whanki 보관됨 2021-06-03 - 웨이백 머신’를 만들어 세계 각 곳의 작가들을 후원하고 있으며 김환기 관련 서적을 출판하고 있다. 
1992년 환기미술관 건립 이후 뉴욕 환기재단은 서울 환기재단으로 이관되어 운영되고 있으며, 환기미술관은 김환기의 생애와 예술세계를 체계적으로 정리하고 기념하기 위한 화집과 연구서 등 을 발간하고 있으며 작가 들의 예술창작 플랫폼으로서 환기재단 설립 목적을 실현하기 위해 부단히 노력하고 있다.

## 주요 사업
- 환기미술관 건립 및 운영
- 미술상의 제정 및 시상
- 미술작품의 국제교류 지원